# هوسبيتال دي فوينلابرادا (محطة مترو أنفاق مدريد)
هوسبيتال دي فوينلابرادا (بالإسبانية: Hospital de Fuenlabrada)‏ هي محطة مترو أنفاق في مدريد في إسبانيا، تقع على الخط رقم 12.